# Il tank della morte
Il tank della morte è un film muto italiano del 1917 diretto da Telemaco Ruggeri.